# Werra-Suhl-Tal
Werra-Suhl-Tal – miasto w Niemczech, w kraju związkowym Turyngia, w powiecie Wartburg. Powstało 1 stycznia 2019 z połączenia miasta Berka/Werra z gminami Dankmarshausen, Dippach oraz Großensee, które wchodziły dzień wcześniej w skład wspólnoty administracyjnej Berka/Werra. Liczy 6411 mieszkańców (31 grudnia 2018).
Leży w zachodniej części kraju związkowego, graniczy z Hesją.